# Живкович, Морено
Море́но Жи́вкович (хорв. Moreno Živković; 22 мая 2004, Загреб) — хорватский футболист, защитник загребского «Динамо» и молодёжной сборной Хорватии. Выступает на правах аренды за клуб «Локомотива».

## Клубная карьера
Морено Живкович родился в Загребе в спортивной семье. Его отец — Борис Живкович бывший футболист немецкого клуба «Байер 04» и национальной сборной Хорватии, участник Евро-2004.
Морено является воспитанником столичного «Динамо», где он начал заниматься футболом в семилетнем возрасте. Первую игру в основе Живкович провёл 15 апреля 2023 года в матче чемпионата Хорватии против «Славен Белупо». Тогда же он подписал с клубом профессиональный контракт до 2026 года и отправился в аренду в другой клуб из Загреба — «Локомотива».

## Карьера в сборной
Морено Живкович выступал за юношеские сборные Хорватии. В 2023 году защитник дебютировал в молодёжной сборной Хорватии.